# Михаил Мутафов
Михаил Мутафов е български актьор.

## Биография
Роден е на 4 юли 1947 г. в Харманли. Родителите му са фармацевти, бежанци от Беломорска Тракия. Детството му преминава в Ивайловград. Учи в гимназия.
Следва 3 години в МЕИ, но попада в театър към Студентския дом на културата. Там изкара една година и на следващата кандидатства успешно в театралния институт. През 1972 г. завършва ВИТИЗ „Кръстьо Сарафов“ в класа на проф. Желчо Мандаджиев с асистент Крикор Азарян.
Между 1972 и 1975 г. играе в Димитровградския Общински драматичен театър „Апостол Карамитев“, където се изявява с роли в пиеси като „Коварство и любов“ на Фридрих Шилер, „Службогонци“ на Иван Вазов, „Трамвай Желание“ на Тенеси Уилямс.
От 1975 г. е звезда на Варненския драматичен театър „Стоян Бъчваров“. Изиграва множество роли в пиеси като „Полет над кукувиче гнездо“ на Дейли Васерман, „Процесът против богомилите“ на Стефан Цанев, „Ревизор“ на Николай Гогол, „Ретро“ на Александър Галин.
Известен е с едрата си фигура, характерно мъжко обаятелно излъчване, дори в напреднала възраст. В последните десет години често работи с режисьора Явор Гърдев („Бастард“, „Марат/Сад“, „Пухеният“, „Крум“, „Пиеса за бебето“, „Калигула“ ).
Също така Мутафов гастролира и в театрите в Хасково, и в София (Театър 199), където участва в постановките на Явор Гърдев - „Пиесата за бебето“ и „Пухеният“. Участва с роли в над 20 филма, сред които:
- „Стъклени топчета“, режисьор Иван Черкелов (1999),
- „След края на света“, режисьор Иван Ничев (1998),
- „Кладенецът“, режисьор Дочо Боджаков (1991),
- „Не се обръщай назад“, режисьор Людмил Кирков (1971),
- „Дело 205/1913 П. К. Яворов“ (1984) – Йордан Панов.

Михаил Мутафов е двукратен носител на наградата Аскеер:
- през 2002 г. за поддържаща мъжка роля („Хотел между тоя и оня свят“, от Ерик-Еманюел Шмит, постановка: Николай Ламбрев)
- през 2003 г. за главна мъжка роля („Марат/Сад“, от Петер Вайс, постановка: Явор Гърдев).

Посветен му е документалният филм „Самотният капитан на далечно плаване“ на Димитър Ризов (2004, БНТ).
Синът му – Мутафов младши – играе в Малък градски театър „Зад канала“.

## Телевизионен театър
- „Присъдата“ (1987) (Владимир Арро)
- „Прокурорът“ (1987) (Георги Джагаров)
- „Океан“ (1985) (Александър Щейн)
- „Мъжът с пъстрия костюм“ (1984) (Арди Лийвес)
- „Лоренцачо“ (1983) (Алфред дьо Мюсе)
- „Като лъв“ (1978) (Рустам Ибрахимбеков)

## Филмография
| Година    | Филми и Сериали                                           | Серии  | Копродукции              | Роля                                                               |
| --------- | --------------------------------------------------------- | ------ | ------------------------ | ------------------------------------------------------------------ |
| 2022      | The Wheels of Heaven                                      |        | Великобритания           | Богдан Марков                                                      |
| 2021      | Порталът (тв сериал)                                      | 6      |                          | Отец, приятел на леля Зорка                                        |
| 2019      | Островът на сините птици (тв сериал)                      | 8      |                          | стария пират Жерминяк                                              |
| 2018      | Времето е наше                                            |        |                          | Давидов                                                            |
| 2018      | Сенки                                                     |        |                          | (глас)                                                             |
| 2017      | Моторът                                                   |        |                          |                                                                    |
| 2017      | Вездесъщият                                               |        |                          | Кирил Борилов, бащата                                              |
| 2017      | Бартер                                                    |        |                          | Резо                                                               |
| 2017      | Чест                                                      |        |                          | Манол, пенсиониран генерал и рибар                                 |
| 2013      | Помисли два пъти                                          |        |                          |                                                                    |
| 2012      | Цветът на хамелеона                                       |        |                          | Ецера                                                              |
| 2011-2016 | Под прикритие (тв сериал)                                 | 60     |                          | Хасан (в 2 серии, 2014)                                            |
| 2011      | Островът („The Island“)                                   |        | България/Швеция/Полша    | Илия                                                               |
| 2010      | Ако някой те обича                                        |        |                          |                                                                    |
| 2008      | Дзифт                                                     |        |                          | затворникът Ван Вурст Окото, менторът на Молеца                    |
| 2007      | Минутите след това                                        |        |                          | часовникарят                                                       |
| 2004      | Църква за вълци (тв сериал)                               | 12     |                          | Господа                                                            |
| 2003      | Следвай ме (тв)                                           |        |                          | професорът археолог                                                |
| 2001      | Колобър                                                   |        |                          | Колобър, бащата на Майа и последен колобър, и велик жрец на Тангра |
| 2000      | Черната дупка                                             |        |                          | Перо                                                               |
| 1999      | Стъклени топчета                                          |        |                          | капитана                                                           |
| 1998      | След края на света                                        |        | България/Германия/Гърция | Георги, атомен физик, съпруг на Алекси                             |
| 1991      | Искам Америка                                             |        |                          | бай Паскал Паскалев                                                |
| 1991      | Кладенецът                                                |        |                          | майор Мъглов                                                       |
| 1990      | Нон грата                                                 | 3      |                          |                                                                    |
| 1989      | 9 - числото на кобрата                                    | 3      |                          | д-р Емил Витанов                                                   |
| 1987      | Пет жени на фона на морето („Piec kobiet na tle morza“)   |        | България/Полша           | пияница                                                            |
| 1986      | Те надделяха                                              |        |                          | пощенецът                                                          |
| 1986      | Магията (тв)                                              |        |                          | лекарят                                                            |
| 1985      | По следите на капитан Грант (В „поисках капитана Гранта“) | 7      | СССР/България            |                                                                    |
| 1984      | Дело 205/1913 П. К. Яворов                                |        |                          | Йордан Панов                                                       |
| 1980      | Въздушният човек                                          |        |                          |                                                                    |
| 1978      | Рàли                                                      | 2      | България/СССР            | даскал Лукан                                                       |
| 1977      | Срещу вятъра                                              |        |                          | капитан II ранг Ради Петров                                        |
| 1976      | Циклопът                                                  |        |                          | Еди, капитанът на подводницата                                     |
| 1972      | С деца на море                                            | 2 нов. |                          | Огнян (в I новела: „Делфинът“)                                     |
| 1971      | Не се обръщай назад                                       |        |                          | поручик Събев                                                      |